# Salón literario

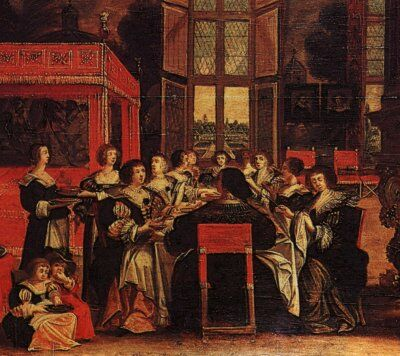
Salón de damas, por Abraham Bosse.

Un salón literario era una reunión celebrada en la residencia de un anfitrión o anfitriona, de quien tomaba el nombre; su finalidad era disfrutar de compañía amena, refinar el gusto además de ampliar conocimientos mediante la conversación y la lectura, para lo que a menudo se seguía deliberadamente la definición de los fines de la poesía del poeta clásico Horacio: «agradar y educar» («aut delectare aut prodesse est»). El término «salón literario» suele asociarse a las reuniones literarias y filosóficas francesas de los siglos XVII y XVIII, aunque su práctica pervive hasta hoy en todo el mundo. Sus anfitriones solían ser mujeres amantes de la cultura, llamadas por ello salonnières.

## Primeros salones

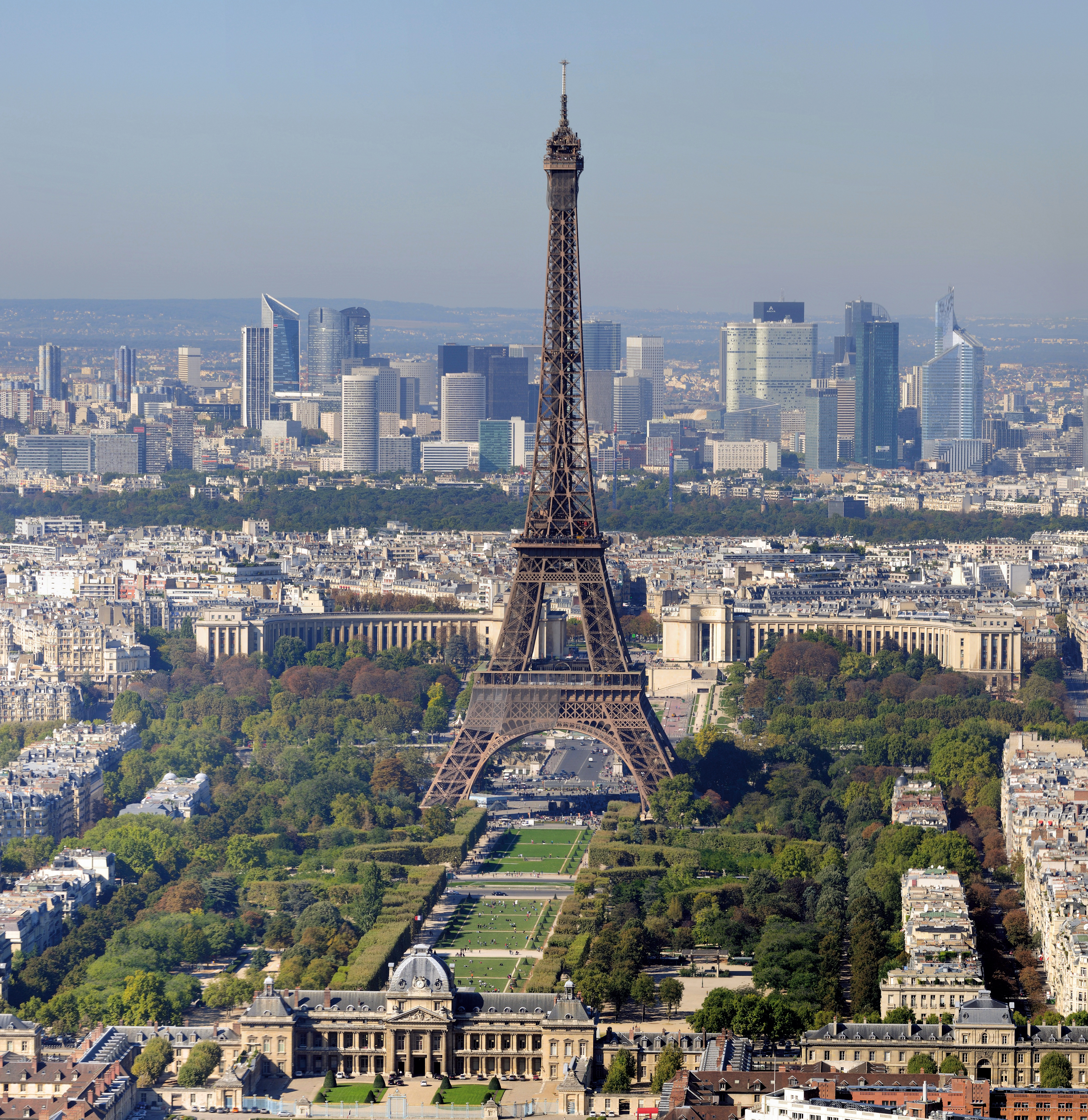
Torre eiffel

La palabra salón aparece por primera vez en Francia en 1664 (del italiano sala, que designaba a una gran estancia de recepción). Las reuniones literarias de épocas anteriores solían denominarse por el nombre de la habitación en que ocurrían, como cabinet, réduit, ruelle o alcôve.1 Antes de finales del siglo XVII estas reuniones solían celebrarse en un dormitorio (que se usaba como una sala de estar más privada): una dama, reclinada en su lecho, recibía a sus amigos íntimos, que se sentaban a su alrededor en sillas o banquetas (esta práctica aún pervivía en la petite levée de Luis XIV).
La expresión ruelle (literalmente, 'callejuela' designa en francés al espacio entre una cama y la pared de un dormitorio, y más generalmente el dormitorio completo) solía usarse para designar las reuniones de las précieuses, los círculos intelectuales y literarios que se formaron en la primera mitad del siglo XVII y cuya afectación fue ridiculizada por Molière.
Las cortes nobles siempre han atraído a poetas, escritores y artistas por la posibilidad de mecenazgo, aspecto que las distingue de los salones. En la Italia del siglo XVI se formaron círculos muy brillantes en ciertas cortes pequeñas, a menudo galvanizados por la presencia de una mecenas bella y cultivada como Isabel de Este o Elisabetta Gonzaga. En la Francia del siglo XVI se formaron círculos literarios y artísticos en torno a princesas como Margarita de Navarra, María de Médici o Margarita de Valois. No obstante, hacia finales de dicho siglo las Guerras de Religión hicieron que los círculos literarios reales comenzaran a ser reemplazados por otros de particulares.
Los más famosos salones literarios de París en la década de 1620 fueron el Hôtel de Rambouillet (de Catalina de Vivonne), y el salón rival que se reunía en torno a Madeleine de Scudéry. En ellos se reunieron las llamadas bas-bleues ('medias azules'), cuyo nombre siguió siendo sinónimo de mujer intelectual en los tres siglos siguientes. En los salones de París, las précieuses refinaban la lengua aun antes de la fundación de la Académie française.
Los salones del siglo XVIII reunieron a la alta sociedad parisina y a los filósofos ilustrados que escribieron la Encyclopédie. Este comentario de Marmontel sobre Julie de Lespinasse sugiere el secreto del salón en la cultura francesa: «El círculo está formado por personas dispares. (La anfitriona) las tomaba de diversos sectores de la sociedad, pero con tal gracia que, una vez armonizadas, se comportaban como las cuerdas de un instrumento tocado con mano hábil».
A estas anfitrionas inspiradoras se las llamaría «musas» en los círculos alemanes.
En Italia imperaba la formalidad. Sir Horace Mann, enviado británico en Florencia y corresponsal de Horace Walpole, contaba que en los salones de aquella ciudad se celebraban conversazioni, en las que los participantes se sentaban en sillas altas dispuestas en círculo y la anfitriona proponía un tema, sobre el cual cada uno de ellos debía disertar con brillantez.

## Salones parisinos delsigloXVIII
- Marie Thérèse Rodet Geoffrin, conocida como Madame Geoffrin o simplemente Geoffrin.
- Claudine Guérin de Tencin, conocida como Madame de Tencin.
- Jeanne Julie Eleonore de Lespinasse, conocida como Julie de Lespinasse: su principal atracción era d'Alembert, pero «aunque el nombre de M. d'Alembert podía llevarlos allí, era sólo ella quien los retenía».
- Marie Anne de Vichy-Chamrond, marquesa de Deffand, conocida como Madame du Deffand, amiga de Horace Walpole.
- Anne-Thérèse de Marguenat de Courcelles, marquesa de Lambert.
- Louise Bénédicte de Borbón, duquesa de Maine.

- Madame d'Épinay.

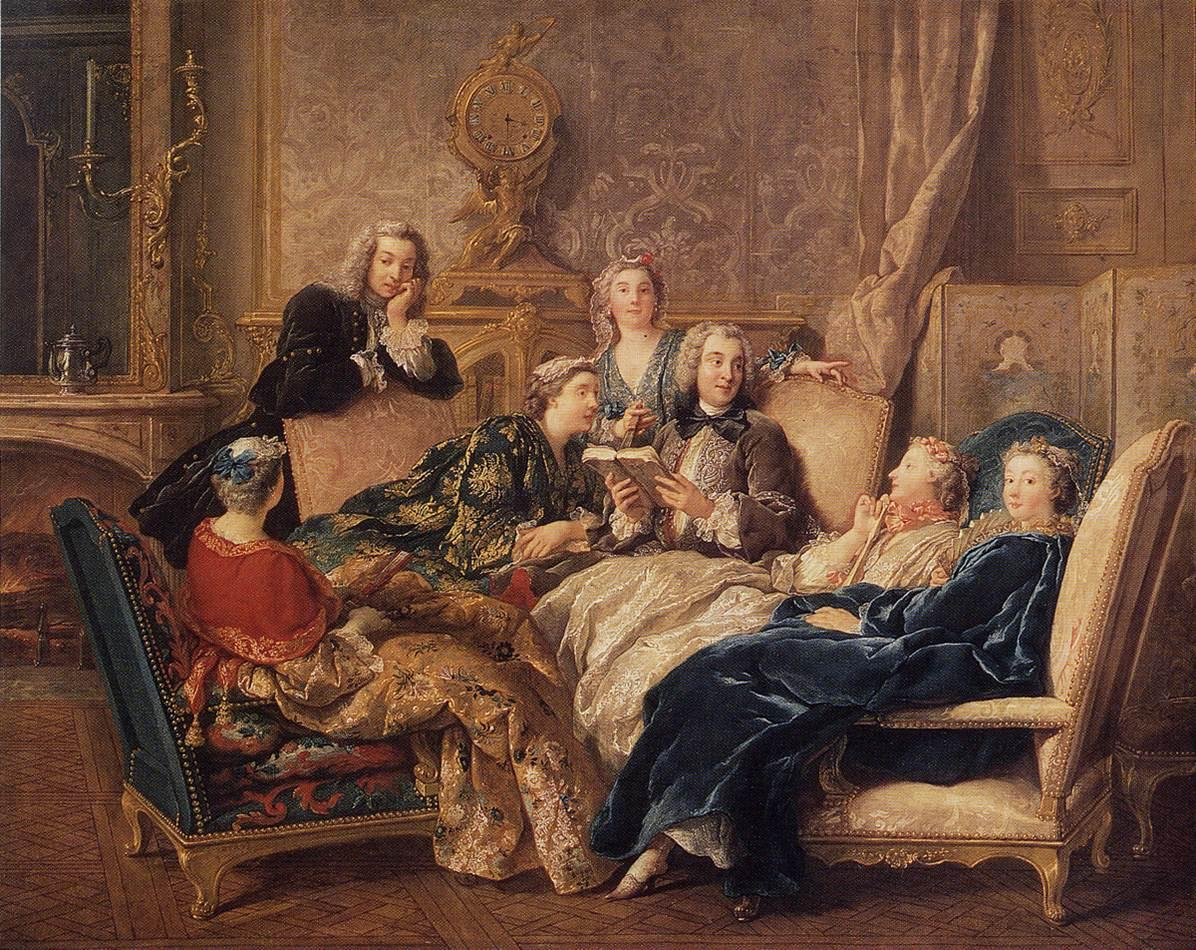
Lectura de Molière de Jean-François de Troy, hacia 1728.

- Madame Necker, esposa del financiero Jacques Necker.
- La Sociedad de Auteuil de Madame Helvétius, esposa de Claude Adrien Helvétius, también conocido simplemente como Helvétius, que creó el salón de los ideólogos a partir de la Sociedad de Auteuil.
- Madame Roland: este salón político fue frecuentado por los girondinos en las primeras fases de la Revolución francesa.
- Madame Swetchine, esposa del general ruso Swetchine.

Algunos salones del siglo XIX fueron más abiertos, casi irreverentes, y se centraron en pintores y literatos famosos, como en el caso del salón de Mme Récamier. Tras la derrota ante Prusia de 1870, los aristócratas franceses tendieron a llevar una vida más alejada del público.
Marcel Proust usa sus recuerdos del siglo XIX para recrear los salones rivales de sus personajes ficticios, la Duquesa de Guermantes y Madame Verdurin.
La norteamericana Gertrude Stein, famosa lesbiana, hija de banqueros judíos, tuvo en las primeras décadas del siglo XX uno en París presentando en Sociedad a famosos marchantes de arte y pintores como Pablo Picasso.
Algunos salones de finales del siglo XIX y principios del XX fueron importantes centros musicales; es el caso de los de Winnaretta Singer (Princesa de Polignac) y la condesa Greffulhe.

## Espacios de libertad y emancipatorios
Los salones han sido objeto de estudios e investigaciones en ámbitos universitarios como el Seminario Permanente de Feminismo e Ilustración. En palabras de Oliva Blanco, el salón literario es el escenario de un ensayo general de emancipación femenina

Fueron, por lo tanto, espacios de libertad para la cultura y el pensamiento, más allá de las doctrinas oficiales; espacios para el encuentro, más allá de las diferencias estamentales, y espacios para la emancipación femenina más allá de las normas sociales

Citando a Craveri, argumenta que puede hablarse de la formación de la opinión pública en los salones.

gracias a ellos «la querelle feministe» deja de ser coto privado de teólogos y moralistas, y pasa a ser un tema de la opinión pública

Ahora bien, hay que tener en cuenta que las mujeres pasaron de ejercer el poder en el ámbito cultural a detentar, como mucho, una influencia social.

## Salones fuera de Francia
Aunque el salón público fue prácticamente una invención francesa de principios del siglo XVII, y floreció más allí que en ningún otro país, también se propagó rápida (aunque desigualmente) por el resto de Europa; en los siglos XVIII y XIX la mayoría de las grandes urbes europeas tenía una anfitriona famosa, aunque los salones nunca fueron tan abiertos y abundantes como en Francia, donde llegaban a rivalizar entre sí.
En Inglaterra hubo salones organizados por lady Elizabeth Montagu y Hester Thrale en el siglo XVIII, siendo famoso en la época napoleónica el del barón Lord Holland, Henry Richard Vassal Fox y su esposa Elizabeth Vassal.
En Alemania, los más famosos tenían anfitrionas judías, como Henriette Herz y Rahel Varnhagen.
Cabe citar para el Imperio austrohúngaro el aristocrático en Viena de la a veces conocida como Wilhelmine von Sagan, la duquesa de Sagan, nacida en Letonia. Wilhelmine, fue la amante del todopoderoso Klemens von Metternich.
En Grecia fue famoso el de Alexandra Mavrokordatou en el siglo XVII.
Italia tenía una antigua tradición en este campo; ya la cortesana Tullia Aragona presidía un salón en el siglo XVI, y Giovanna Dandolo se convirtió en mecenas y reunió a artistas en su entorno como esposa del Dogo de Venecia entre 1457 y 1462, pero esto no inició una tradición como en Francia: hombres y mujeres vivían vidas más separadas en Italia; las auténticas pioneras fueron la abdicada Reina Cristina de Suecia y la princesa Colonna, Marie Anne Mancini, que rivalizaron como anfitrionas de salones en la Roma del siglo XVII. En el siglo XVIII, Aurora Sanseverino recibió a pensadores, poetas, artistas y músicos en Nápoles, convirtiéndose en una figura central de la Italia barroca.
En Polonia, la duquesa Sieniawska presidió su salón a finales del siglo XVII, y la institución floreció en el siglo siguiente; los salones más famosos fueron las «Cenas de los jueves» del rey Estanislao II Poniatowski a fines del siglo XVIII.
En la Siria Otomana, Maryana Marrash sobresalía en la ciudad de Alepo a causa de los que organizaba en su casa, a fines del siglo XIX y comienzos del XX.
En Suecia, Hedvig Charlotta Nordenflycht y Malla Silfverstolpe fueron anfitrionas de salones en los siglos XVIII y XIX, respectivamente.

### España
En España, la Duquesa de Alba y la Marquesa de Santa Cruz presidieron dos salones a finales del siglo XVIII.
Al parecer, Mariana de Walstein, madre del décimo marqués de Santa Cruz, también había llevado antes el salón. Miembro de la Academia de Bellas Artes de San Fernando, fue Directora Honoraria de la Academia desde 10 de diciembre de 1782 entregando en 1790 una copia pequeña hecha por ella y tomada de original de Pedro Pablo Rubens con su esposa según catalogaciones existentes todavía de 1801 y 1805.
En Cádiz, estaba el de la vasco-irlandesa Francisca Javiera Ruiz de Larrea y Aherán, que vivió la mayor parte de su vida en Chiclana de la Frontera, siendo la Impulsora de una de las más famosas tertulias románticas del Cádiz de las Cortes de 1812. Fue la madre de la culta escritora romántica Cecilia Böhl de Faber y Ruiz de Larrea, alias «Fernán Caballero», que a través de su padre Juan Nicolás Böhl de Faber mantuvieron contactos personales y literarios con los hispanistas germano-daneses August Wilhelm von Schlegel y Friedrich von Schlegel y debieron de ayudar al poeta norteamericano Henry Wadsworth Longfellow a traducir, no antes de 1826, los Versos de Jorge Manrique a la muerte de su padre a la lengua inglesa por primera vez.
Los salones españoles empezaron a ser replicados también en algunas de sus colonias de América, siendo quizá uno de los más influyentes el de Manuela Cañizares en Quito, que ofrecía tertulias para hombres y mujeres en la que era conocida simplemente como la casa del Sagrario. La noche del 9 de agosto de 1809 se convirtió entonces en la anfitriona de una reunión para 38 invitados, en la que se organizaron los eventos para la proclamación del primer grito independentista latinoamericano que tuvo lugar aquella madrugada.

## Otros usos de la palabra
La palabra «salón» también designa las exposiciones de obras de arte. El Salón de París era originalmente una exposición oficial de pinturas y esculturas recientes por miembros de la Académie royale de peinture et de sculpture, que comenzó en 1673 y pronto se estableció en el Palacio del Louvre.
El nombre «salón» permaneció, aunque la exposición fue pasando por otros lugares mientras se hacía esporádicamente bienal. En 1748 se estableció un sistema de selección por jurado, y el salón siguió siendo un gran acontecimiento anual hasta que el gobierno retiró su patrocinio oficial en 1881.